# WQTW
Koordinaten: 40° 18′ 7″ N, 79° 21′ 56″ W
WQTW oder WQTW-AM (Branding: „ AM 16Q “) ist ein US-amerikanischer Hörfunksender mit einem Adult Contemporary-Sendeformat aus Latrobe im US-Bundesstaat Pennsylvania. WQTW sendet auf der Mittelwellen-Frequenz 1570 kHz. Eigentümer ist L. Stanley Wall.